# Juan José Domínguez (político)
Juan José Domínguez es un político uruguayo, perteneciente al Movimiento de Participación Popular.

## Biografía

### Primeros años
Posee ascendencia gallega. Se desempeñaba como peluquero cuando en los años 1960 se unió al Movimiento de Liberación Nacional-Tupamaros. Estuvo detenido durante la dictadura cívico-militar de 1973-1985.

### Carrera
Entre 2005 y 2010 fue diputado a la Cámara de Representantes de Uruguay por el departamento de Paysandú, electo por el Movimiento de Participación Popular - Espacio 609. Allí fue miembro de las comisiones de defensa, de transporte y de asuntos internacionales.
Entre 2007 y 2010 fue también miembro del Parlamento del Mercosur por su país. Allí fue vicepresidente, por la delegación uruguaya, y Presidente entre 2009 y 2010.
Fue vicepresidente de la Administración Nacional de Puertos entre mayo de 2010 y 2013, ocupando nuevamente el cargo desde septiembre de 2016.
Fue candidato a intendente de Paysandú en las elecciones departamentales de 2015.